# Brecé
Brecé – miejscowość i gmina we Francji, w regionie Kraj Loary, w departamencie Mayenne.
Według danych na rok 1990 gminę zamieszkiwało 865 osób, a gęstość zaludnienia wynosiła 25 osób/km² (wśród 1504 gmin Kraju Loary Brecé plasuje się na 634. miejscu pod względem liczby ludności, natomiast pod względem powierzchni na miejscu 208.).